# Saint-Paul-en-Pareds
Saint-Paul-en-Pareds település Franciaországban, Vendée megyében. Lakosainak száma 1382 fő (2022. január 1.). Saint-Paul-en-Pareds Le Boupère, Les Herbiers, Mouchamps, Saint-Mars-la-Réorthe és Sèvremont községekkel határos.

## Népesség
A település népessége az elmúlt években az alábbi módon változott:
| Lakosok száma | 1253 | 1337 | 1374 | 1336 | 1332 | 1328 | 1324 | 1348 | 1382 |
|               | 2013 | 2015 | 2016 | 2017 | 2018 | 2019 | 2020 | 2021 | 2022 |